# Harry Steevens
Henri „Harry” Steevens (ur. 27 kwietnia 1945 w Elsloo) – holenderski kolarz szosowy, srebrny medalista mistrzostw świata.

## Kariera
Największy sukces w karierze Harry Steevens osiągnął w 1966 roku, kiedy wspólnie z Eddym Beugelsem, Tiemenem Groenem i Marinusem Wagtmansem zdobył srebrny medal w drużynowej jeździe na czas na mistrzostwach świata w Nürburgu. Był to jednak jedyny medal wywalczony przez niego na międzynarodowej imprezie tej rangi. W tej samej konkurencji Holendrzy ze Steevensem w składzie zajęli też między innymi czwarte miejsce podczas mistrzostw świata w San Sebastián w 1965 roku, a na rozgrywanych rok wcześniej mistrzostwach świata w Sallanches zajął ósme miejsce w wyścigu ze startu wspólnego amatorów. W 1964 roku wystąpił także na igrzyskach olimpijskich w Tokio, gdzie wyścig ze startu wspólnego ukończył na 40. pozycji. Ponadto wygrał między innymi Olympia's Tour i Omloop der Kempen w 1965 roku, Ronde van Limburg w 1966 roku oraz Amstel Gold Race i wyścig Paryż-Camembert w 1968 roku. W 1970 roku zajął 45. miejsce w klasyfikacji generalnej Tour de France. Jako zawodowiec startował w latach 1966-1972.